# Saiko Izawa
Saiko Izawa (Tóquio, 1965) é uma confeiteira e chef pâtisserie nipo-brasileira.

## Biografia
Nasceu em 1965, em Tóquio, tendo crescido na zona rural de Shizuoka, próximo ao Monte Fuji, onde a família plantava chá verde. Seu pai era proprietário de uma indústria têxtil e queria levar seu negócio para a América do Sul. Como a Argentina não aceitava imigrantes acabou trazendo sua família para o Brasil. Quando emigrou, em 1979, ainda era menor de idade, vivendo inicialmente em Londrina, Paraná. Posteriormente fixou-se na cidade de São Paulo.

### Carreira
Sua paixão pela confeitaria veio depois de se tornar mãe, embora já gostasse de cozinhar desde sua infância no Japão. Conta que quando fez 10 anos ganhou um livro de receitas de confeitaria e um forno elétrico, "fiz todas as receitas do livro e quando vi a reação da minha família, gostando de comer o que tinha preparado e fazendo elogios, fiquei muito feliz e comecei a fazer uma coleção de livros de receitas e a executá-las". Porém com o nascimento dos filhos não sentia segurança em comprar produtos prontos para ele, com corantes e ingredientes artificiais, preferindo ela mesmo fazê-los.
Como os seus doces eram apreciados por amigos, foi aceitando encomendas, expandindo aos poucos seus negócios. Trabalhou por 15 anos vendendo bolos e doces tradicionais japoneses, principalmente anpan, melonpan, choux cream, chiffon cake, enquanto criava seus filhos. Com o tempo se especializou, formando-se pela Le Cordon Bleu de Tokyo e finalizando seu curso na Le Cordon Bleu de Paris. Realizou estágios no Japão, Espanha e França.
De volta ao Brasil assumiu o cargo de chef de confeitaria no grupo D.O.M., do chef Alex Atala. Trabalhando no restaurante Attimo conseguiu sua primeira estrela Michelin, primeira em todo o Brasil. No Attimo recebeu o prêmio de melhor sobremesa pelo seu pudim de leite, pela Revista Prazeres da Mesa. Posteriormente atuou como chef de confeitaria e panificação na Casa do Porco, dos Chef Jefferson Rueda e Janaína Torres, nesse contexto foi eleita em 2017 a melhor confeiteira da América Latina pela Latam.
Em 2018 inaugurou a Sorveteria do Centro, tendo Jefferson Rueda como sócio. Nesse mesmo ano passou a atuar como professora de confeitaria francesa clássica na Le Cordon Bleu São Paulo. Atualmente é chef confeiteira do Hotel Rosewood, em São Paulo.